# Joseph Walker
Joseph Albert Walker (20. února 1921 Washington, Pensylvánie – 8. června 1966 poblíž Barstow, Kalifornie) byl americký pilot a astronaut, držící řadu světových leteckých rekordů.

## Život a kariéra

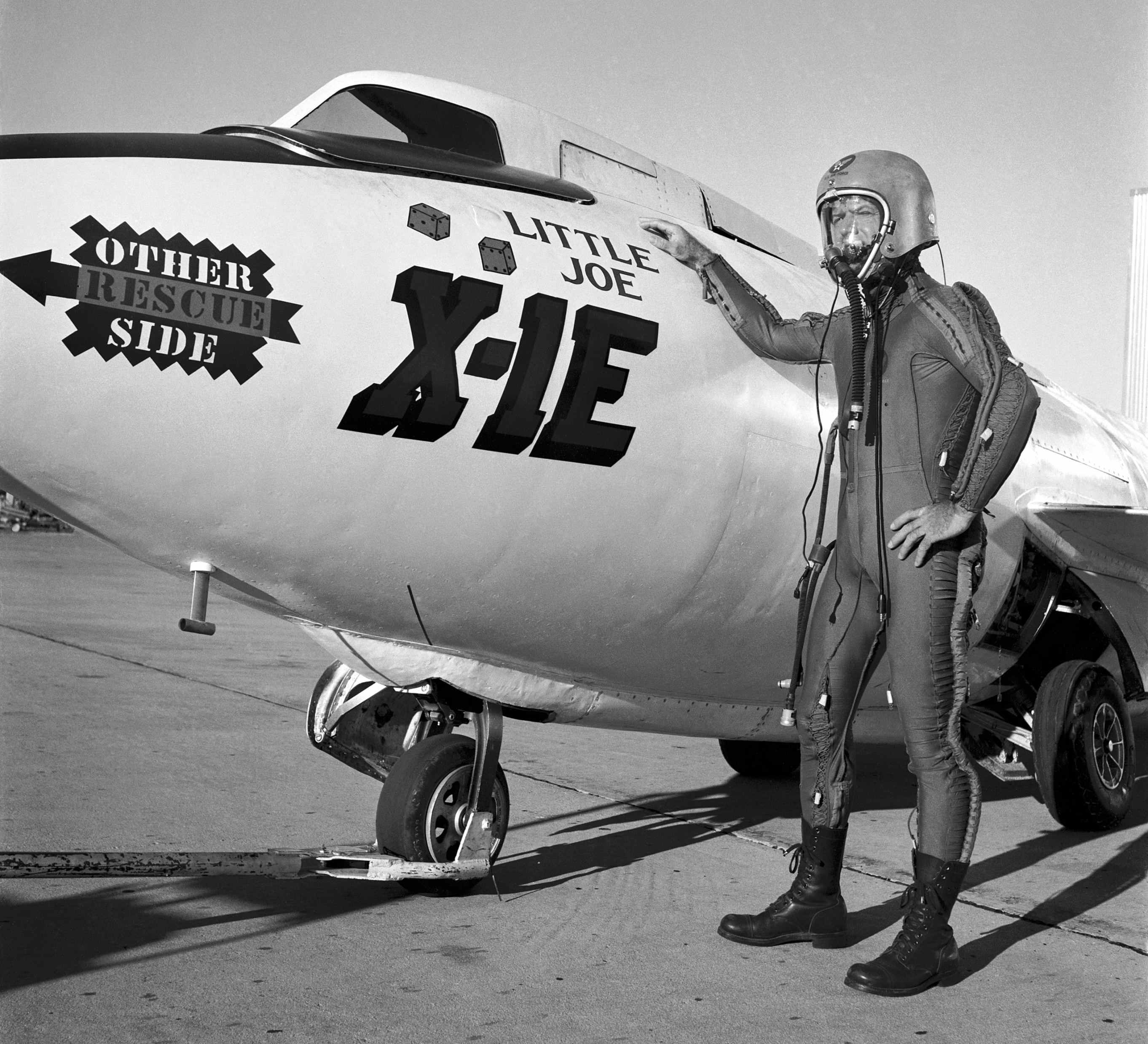
Joseph Walker u stroje X-1E

Na univerzitě Washington and Jefferson College získal titul bakaláře fyziky v roce 1942. Během 2. světové války byl vojenským pilotem.
K NACA (později přejmenované na NASA) nastoupil v roce 1951 jako testovací pilot na základně Edwards v Kalifornii. Létal s letouny značek D-558, X-1, X-3, X-4, X-5, X-15, B-47, F-100, F-101, F-102, F-104. Zúčastňoval se experimentálních letů s cílem pokořit světové rekordy rychlosti letounů. Např. na X-1E letěl Walker celkem jednadvacetkrát, přičemž při sedmnáctém letu dne 8. října 1957 dospěl k M = 2,24. V květnu 1960 se stal světovým rekordmanem za dosažení rychlosti 3397 km/h na letounu North American X-15.
Od července 1962 začal s testovacími lety v experimentálním raketoplánu North American X-15 (předchůdce kosmických raketoplánů) dokázal 19. července a 22. srpna 1963 jako první člověk překonat s okřídleným dopravním prostředkem výšku 100 km, která je považována Mezinárodní leteckou federací (FAI) za hranici vesmíru. Je proto kvůli svým letům zařazován neoficiálně mezi astronauty. Jeho rekordních 107,8 km dokázal překonat až v roce 2004 raketoplán SpaceShipOne. Výšku 100 km překonal dvakrát (105,9 a 107,8 km), a je tak prvním člověkem, který byl s letounem dvakrát v kosmu.
Zemřel tragicky nad kalifornskou leteckou základnou Edwards ve svých 45 letech při srážce svého letounu F-104 s letounem XB-70 při reklamním natáčení pro firmu General Electric.